# بخش کروی
در هندسه،"قطاع کروی"، که به عنوان "مخروط کروی" نیز شناخته می شود، بخشی از یک کره یا یک توپ توسط یک مرز مخروطی با راس در مرکز کره تعریف شده است. می توان آن را به عنوان اتحاد یک عرقچین و مخروط که توسط مرکز کره و پایه کلاهک تشکیل شده است توصیف کرد. این آنالوگ سه بعدی بخش یک دایره است.

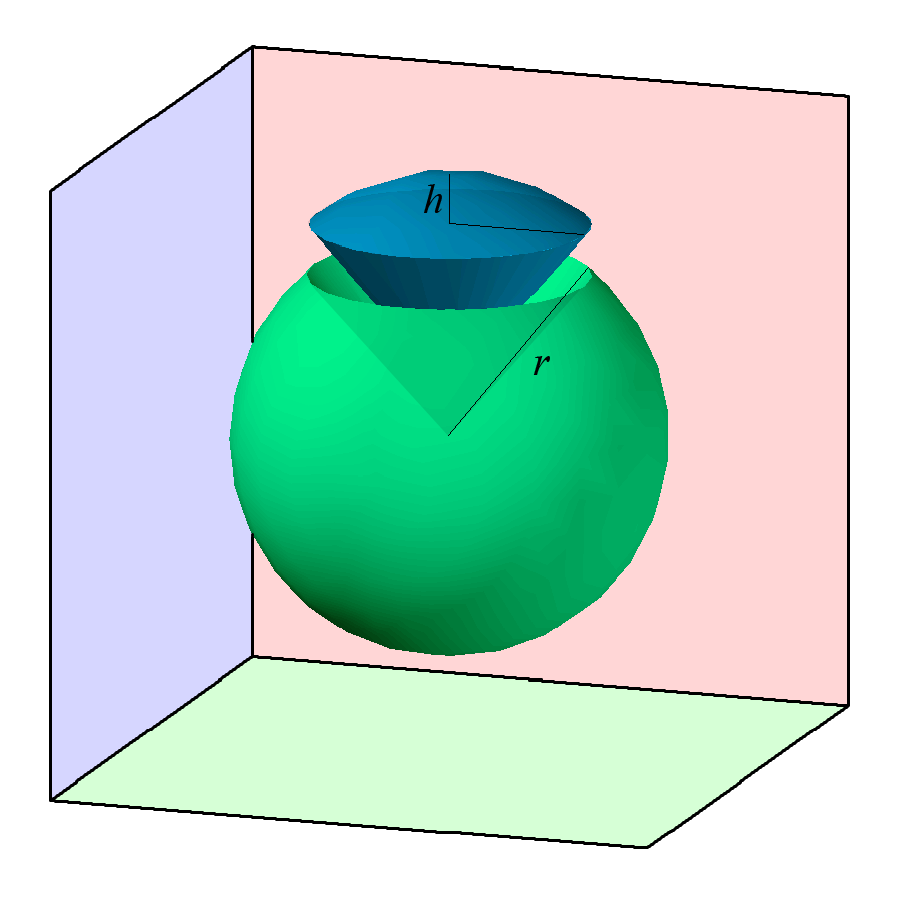
یک قطاع کروی در فضای سه بعدی کمان این مخروط برابر با شعاع کره است.قطاع کروی دارای زاویه فضایی است.

## حجم
اگر شعاع کره را با r و ارتفاع کلاهک را با h نشان دهیم، حجم بخش کروی است. :
{\displaystyle V={\frac {2\pi r^{2}h}{3}}\,.}
ممکن است این نیز به صورت نوشته شود : {\displaystyle V={\frac {2\pi r^{3}}{3}}(1-\cos \varphi )\,,}
جایی که φ نصف زاویه مخروط است، یعنی، φ زاویه بین لبه کلاهک و جهت به وسط کلاهک است که از تصویر مشاهده می شود. مرکز کره حجم V بخش مربوط به ناحیه A کلاهک است:
{\displaystyle V={\frac {rA}{3}}\,.}

## مساحت
منحنی سطح بخش کروی (روی سطح کره، به استثنای سطح مخروط) است. : {\displaystyle A=2\pi rh\,.} هم هست : {\displaystyle A=\Omega r^{2}} که در آن Ω زاویه جامد بخش کروی در استرادیان ثانیه است، واحد SI زاویه جامد. یک استرادیان به عنوان زاویه ثابتی تعریف می‌شود که توسط ناحیه کلاهکی A = r2 فروکش می‌کند.

## اشتقاقات دیفرانسیل
حجم را می توان با ادغام المان حجم دیفرانسیل محاسبه کرد. : {\displaystyle dV=\rho ^{2}\sin \phi d\rho d\phi d\theta } بیش از حجم بخش کروی اینگونه است: {\displaystyle V=\int _{0}^{2\pi }\int _{0}^{\varphi }\int _{0}^{r}\rho ^{2}\sin \phi \,d\rho d\phi d\theta =\int _{0}^{2\pi }d\theta \int _{0}^{\varphi }\sin \phi d\phi \int _{0}^{r}\rho ^{2}d\rho ={\frac {2\pi r^{3}}{3}}(1-\cos \varphi )\,}جایی که انتگرال ها از هم جدا شده اند، زیرا انتگرال را می توان به حاصلضرب توابع با یک متغیر ساختگی جدا کرد. مساحت را می توان به طور مشابه با ادغام عنصر مساحت کروی دیفرانسیل محاسبه کرد : {\displaystyle dA=r^{2}\sin \phi d\phi d\theta } بیش از بخش کروی، دادن : {\displaystyle A=\int _{0}^{2\pi }\int _{0}^{\varphi }r^{2}\sin \phi d\phi d\theta =r^{2}\int _{0}^{2\pi }d\theta \int _{0}^{\varphi }\sin \phi d\phi =2\pi r^{2}(1-\cos \varphi )\,,} که در آن "φ" تمایل (یا ارتفاع) و "θ" سمت راست (راست) است. توجه کنید "r" یک ثابت است. باز هم انتگرال ها

## فرمول های عمیق تر
فرمول های زیر برای محاسبه حجم، مساحت جانبی و سطح یک مقطع از یک کره اعمال می شود. تعیین شده استR شعاع کره،a شعاع دایره پایه قطعه کروی و h ارتفاع قطعه کروی این سه کمیت مستقل از یکدیگر نیستند. بخش کروی با هر دو از این سه کمیت تعیین می شود. سومی را می توان از دو مقدار از سه مقدار محاسبه کرد. در همه فرمول ها، اگر مقطع کروی کمتر از نصف کره باشد، − برای ± در نظر گرفته می شود، در غیر این صورت + برای ±.
{\displaystyle (r-h)^{2}+a^{2}=r^{2}}
{\displaystyle 2\cdot r\cdot h=a^{2}+h^{2}}
{\displaystyle h=r\pm {\sqrt {r^{2}-a^{2}}}}
{\displaystyle h^{2}=2\cdot r\cdot (r\pm {\sqrt {r^{2}-a^{2}}})-a^{2}}
به جای{\displaystyle a}و{\displaystyle h}تعیین زاویه نیز کافی است{\displaystyle \theta _{0}}دایره پایه (به تصویر مراجعه کنید). موارد زیر اعمال می شود:
{\displaystyle a=r\cdot \sin(\theta _{0})}
{\displaystyle h=r\cdot (1-\cos(\theta _{0}))}
بنابراین، بسته به اینکه کدام یک از مقادیر داده شده است، چندین فرمول در هر مورد وجود دارد.
| فرمولاسیون های عمومی قطاع کروی                                                          | فرمولاسیون های عمومی قطاع کروی                                                        |
| --------------------------------------------------------------------------------------- | ------------------------------------------------------------------------------------- |
|                                                                                         | {\displaystyle V={\frac {2\cdot \pi }{3}}\cdot r^{2}\cdot h}                          |
| {\displaystyle V={\frac {\pi }{6}}\cdot h\cdot (3\cdot a^{2}+h^{2})}                    |                                                                                       |
| {\displaystyle V={\frac {2\cdot \pi }{3}}\cdot r^{2}\cdot (r\pm {\sqrt {r^{2}-a^{2}}})} |                                                                                       |
| {\displaystyle V={\frac {2\cdot \pi }{3}}\cdot r^{3}\cdot (1-\cos(\theta _{0}))}        |                                                                                       |
| مساحت سطح جانبی مخروط                                                                   | {\displaystyle M_{K}=\pi \cdot r\cdot {\sqrt {(2\cdot r-h)\cdot h}}}                  |
| مساحت سطح جانبی مخروط                                                                   | {\displaystyle M_{K}=\pi \cdot {\frac {a\cdot (a^{2}+h^{2})}{2\cdot h}}}              |
| مساحت سطح جانبی مخروط                                                                   | {\displaystyle M_{K}=\pi \cdot a\cdot r}                                              |
| مساحت سطح جانبی مخروط                                                                   | {\displaystyle M_{K}=\pi \cdot r^{2}\cdot \sin(\theta _{0})}                          |
| مساحت سطح جانبی بخش کروی                                                                | {\displaystyle M_{S}=2\cdot \pi \cdot r\cdot h}                                       |
| مساحت سطح جانبی بخش کروی                                                                | {\displaystyle M_{S}=\pi \cdot (a^{2}+h^{2})}                                         |
| مساحت سطح جانبی بخش کروی                                                                | {\displaystyle M_{S}=2\cdot \pi \cdot r\cdot (r\pm {\sqrt {r^{2}-a^{2}}})}            |
| مساحت سطح جانبی بخش کروی                                                                | {\displaystyle M_{S}=2\cdot \pi \cdot r^{2}\cdot (1-\cos(\theta _{0}))}               |
| مساحت سطح                                                                               | {\displaystyle O=\pi \cdot r\cdot (a+2\cdot h)}                                       |
| مساحت سطح                                                                               | {\displaystyle O=\pi \cdot {\frac {(a+2\cdot h)\cdot (a^{2}+h^{2})}{2\cdot h}}}       |
| مساحت سطح                                                                               | {\displaystyle O=\pi \cdot r\cdot (a+2\cdot (r\pm {\sqrt {r^{2}-a^{2}}}))}            |
| مساحت سطح                                                                               | {\displaystyle O=\pi \cdot r^{2}\cdot (2-2\cdot \cos(\theta _{0})+\sin(\theta _{0}))} |

### موارد خاص
برای {\displaystyle h=r}، {\displaystyle a=r} و بخش کروی یک نیمکره است: {\displaystyle V={\tfrac {2\cdot \pi }{3}}\ cdotr^{3},\ M=2\cdot \pi \cdot r^{2},\ O=3\cdot \pi \cdot r^{2}.} برای {\displaystyle h=2\cdot r}، {\displaystyle a=0} و بخش کره یک کره کامل است:
{\displaystyle V={\tfrac {4\cdot \ pi}{3}}\cdot r^{3},\ M=O=4\cdot \pi \cdot r^{2}.}

### اشتقاق
برای استخراج این فرمول، آن را به دو جسم تقسیم می‌کنیم: مخروط و قطعه کروی. این مخروط دارای شعاع پایه {\displaystyle a} و ارتفاع {\displaystyle r-h} است. حجم مخروط است : {\displaystyle V_{K}={\frac {\pi }{3}}\cdot a^{2}\cdot (r-h)} قطعه کروی دارای حجم است : {\displaystyle V_{S}={\frac {\pi }{3}}\cdot h^{2}\cdot (3\cdot r-h)} حجم بخش کروی نیز همینطور است : {\displaystyle V=V_{K}+V_{S}={\frac {\pi }{3}}\cdot a^{2}\cdot (r-h)+{\frac {\pi }{3}}\cdot h^{2}\cdot (3\cdot r-h)} از قضیه فیثاغورث ما {\displaystyle a^{2}=2\cdot h\cdot r-h^{2}} بدست می آوریم. درج و حذف براکت ها در نهایت ارائه می شود : {\displaystyle V={\frac {2\cdot \pi }{3}}\cdot r^{2}\cdot h} روش دیگر برای محاسبه حجم مختصات کروی است:{\displaystyle V=\int _{0}^{\theta _{0}}\int _{0}^{2\cdot \pi }\int _{0}^{r}\rho ^{2}\cdot \sin(\theta )\,\mathrm {d} \rho \,\mathrm {d} \phi \,\mathrm {d} \theta ={\frac {2\cdot \pi }{3}}\cdot r^{3}\cdot \int _{0}^{\theta _{0}}\sin(\theta )\ ,\mathrm {d} \theta ={\frac {2\cdot \pi }{3}}\cdot r^{3}\cdot (1-\cos(\theta _{0}))}
که در آن {\displaystyle \theta _{0}} نصف زاویه دیافراگم قسمت مخروط است. با {\displaystyle h=r(1-\cos \theta _{0})} فرمول بالا برای volume به شرح زیر است. سطح مخروط است : {\displaystyle M_{K}=\pi \cdot a\cdot r}
و سطح قسمت کره است (به استثنای دایره پایه). : {\displaystyle M_{S}=2\cdot \pi \cdot r\cdot h}.
پس این سطح است : {\displaystyle O=M_{K}+M_{S}=\pi \cdot r\cdot (a+2\cdot h)}ج